# Prisioneiros de guerra finlandeses na União Soviética
Houve duas ondas de prisioneiros de guerra finlandeses na União Soviética durante a Segunda Guerra Mundial: prisioneiros de guerra durante a Guerra de Inverno e a Guerra de Continuação.

## Guerra de inverno
Antes da Guerra do Inverno (1939-1940), a União Soviética estabeleceu o campo principal para prisioneiros de guerra finlandeses no antigo mosteiro perto de Gryazovets, em Oblast Vologda, Rússia. O NKVD esperava que a guerra resultasse em muitos prisioneiros de guerra e planejou nove campos para lidar com cerca de 25 mil homens. No entanto, durante toda a Guerra do Inverno, houve apenas cerca de 900 prisioneiros de guerra finlandeses, dos quais cerca de 600 foram colocados no campo de Gryazivets. Um total de 838 prisioneiros de guerra finlandeses foram devolvidos à Finlândia. Os últimos partidários finlandeses deixaram a Rússia em 20 de abril de 1940.

## Guerra de Continuação
O número de prisioneiros de guerra finlandeses durante a Guerra de Continuação (1941-1944) é estimado em 2.377 a 3.500 pessoas.

### Vistas soviéticas e russas
Segundo as estatísticas oficiais soviéticas, a Finlândia perdeu 2.377 homens como prisioneiros de guerra, e sua taxa de mortalidade foi de 17%. Outras fontes apresentam um taxa de até 40%.
Segundo o historiador russo Viktor Konasov, 2.476 finlandeses foram registrados pelo NKVD (Comissariado do Povo para Assuntos Internos), dos quais 1.972 foram tratados em campos de prisioneiros de guerra, com a maioria do campo n. 158 em Tcherepovets, Oblast Vologda e seus subcampos. Do total capturado, 582 eram da ofensiva finlandesa em 1941, 506 durante 1942-1943 e 2.313 durante a ofensiva soviética de 1944.

### Historiadores finlandeses
Historiadores finlandeses estimam que o número de prisioneiros seja de cerca de 3.500 pessoas, das quais cinco são mulheres. O número de mortos é estimado em cerca de 1.500 pessoas. Aproximadamente 2.000 pessoas voltaram para casa. Estima-se que a taxa de mortalidade foi de até 40%. O resultado é diferente das estatísticas soviéticas, onde as autoridades checavam principalmente apenas os prisioneiros que sobreviveram para chegar a um campo prisional. Estudos finlandeses rastrearam indivíduos e seus destinos. As causas mais comuns de morte foram fome, transporte frio e opressão.
No início da captura, as execuções de prisioneiros de guerra finlandeses foram feitas principalmente pelos guerrilheiros soviéticos. Os guerrilheiros operavam nas profundezas do território finlandês e executavam principalmente seus soldados e prisioneiros de guerra civis após um pequeno interrogatório. Normalmente, os prisioneiros de guerra finlandeses tinham chance de sobreviver até chegar a um grande interrogatório na sede dos guerrilheiros soviéticos da Carélia ou na Frente da Carélia, ou nos quartéis da NKVD. Depois disso, um prisioneiro de guerra finlandês teve uma chance muito melhor de permanecer vivo até o final da guerra.
A alta taxa de mortalidade de prisioneiros de guerra tinha questões objetivas, como enormes perdas de território no início da guerra e alto número de prisioneiros de guerra. Havia escassez de alimentos e remédios, e os prisioneiros de guerra tiveram que trabalhar tarefas exaustivas nos campos de trabalho. Além disso, o tratamento médico era de um nível muito baixo. No entanto, no geral, o tratamento dos prisioneiros de guerra finlandeses era humano, sendo um período de guerra.

## Remanescência
Em 1992, um monumento memorial foi estabelecido no cemitério de Tcherepovets, onde os prisioneiros de guerra finlandeses foram enterrados.